# Goliath (série télévisée)
Pour les articles homonymes, voir Goliath.
Goliath est une série télévisée américaine en 32 épisodes d'environ 55 minutes créée par David E. Kelley et Jonathan Shapiro, diffusée entre le 14 octobre 2016 et le 24 septembre 2021 sur la plateforme de VàD Amazon Prime Video, incluant dans les pays francophones.

## Synopsis
Diplômé des universités de Berkeley et de l'Indiana, Billy McBride était un avocat brillant, qui a autrefois fondé le cabinet Cooperman/McBride avec Donald Cooperman. Il a quitté l'entreprise, qui représente aujourd'hui des milliers d'avocats avec un chiffre d'affaires d'environ 2 milliards. Son ex-femme Michelle y travaille. Billy est devenu alcoolique après qu'un suspect de meurtre, acquitté pour des raisons techniques, a tué toute une famille. Billy vit désormais dans un hôtel miteux pour séjours prolongés, le Ocean Lodge Hotel, près de la jetée de Santa Monica. Aujourd’hui en disgrâce, il aide une jeune avocate sur une affaire pouvant lui permettre de se venger de son ancien associé.

## Fiche technique
- Titre original : Goliath
- Création : David E. Kelley et Jonathan Shapiro
- Réalisation : Lawrence Trilling (en), Alik Sakharov, Bill D'Elia, Anthony Hemingway
- Scénario : David E. Kelley et Jonathan Shapiro
- Photographie : Edward Pei
- Montage : John David Buxton
- Musique : Jon Ehrlich (en) et Jason Derlatka (it)
- Production : David E. Kelley, Jonathan Shapiro, David Semel, Ross Fineman, Lawrence Trilling (en) et Robert Lloyd Davis
- Sociétés de production : Amazon Studios et Picrow
- Sociétés de distribution : Amazon Video
- Pays de production :  États-Unis
- Langue originale : anglais
- Format : couleur - 1,78:1 - son Stéréo
- Genre : drame judiciaire
- Durée : 55 minutes

## Distribution

### Acteurs principaux
- Billy Bob Thornton (VF : Gérard Darier) : Billy McBride[1]
- Nina Arianda (VF : Marie-Laure Dougnac) : Patty Solis-Papagian[2]
- Tania Raymonde (VF : Alice Taurand) : Brittany Gold[3]
- Diana Hopper (VF : Margaux Laplace) : Denise McBride
- Julie Brister (VF : Anne Plumet) : Marva Jefferson
- William Hurt (VF : Féodor Atkine) : Donald Cooperman[4] (principal saison 1, récurrent saisons 3 et 4)
- Ana de la Reguera (VF : Josy Bernard) : Marisol Silva (saisons 2 et 3)

### Acteurs récurrents
Saison 1
- Olivia Thirlby (VF : Sylvie Jacob) : Lucy Kittridge[5]
- Maria Bello (VF : Déborah Perret) : Michelle McBride[6]
- Sarah Wynter (VF : Vanina Pradier) : Gina Larson[7]
- Molly Parker (VF : Anne Rondeleux) : Callie Senate[8]
- Britain Dalton (VF : Thomas Sagols) : Jason Larson[9]
- Dwight Yoakam (VF : Pierre-François Pistorio) : Wendell Corey[10]
- Harold Perrineau (VF : Serge Faliu) : Judge Roston Keller[10]
- Damon Gupton (VF : Daniel Lobé) : Leonard Letts
- Kevin Weisman (VF : Stéphane Ronchewski) : Ned Berring
- Ever Carradine (VF : Élisabeth Fargeot) : Rachel Kennedy
- Shelby Rabara (en) (VF : Céline Legendre-Herda) : Sumi Sen
- Jason Ritter (VF : Jérôme Frossard) : l'agent Farley
- Patrick Robert Smith (VF : Jean-Marc Charrier) : Ezekiel Sanders
- Rigo Sanchez (VF : Olivier Augrond) : Karl Stolz
- Julia Cho (VF : Adeline Germaneau) : Jade Matizu
- Juan Gabriel Pareja (VF : Franck Sportis)  : Gabriel Marquez
- Jorge Luis Pallo (VF : Eric Stouvenaker) : Alejandro Marquez
- T.W. Leshner (VF : Loïc Guingand) : Alan Rubin
- Gilbert Owuor (VF : Jean-Michel Vaubien) : le père Anan

Saison 2
- Mark Duplass (VF : Sébastien Desjours) : Tom Wyatt
- Dominic Fumusa (VF : Franck Sportis) : Keith Roman
- Diego Josef (VF : Enzo Ratsito) : Julio Suarez
- Lou Diamond Phillips (VF : Xavier Béja) : Oscar Suarez
- Matthew Del Negro (VF : Jérémy Bardeau) : Danny Loomis
- Manuel Garcia-Rulfo (VF : Gilduin Tissier) : Gabriel Ortega
- Paul Williams (VF : Jean-François Vlérick) : James « JT » Reginald (depuis saison 2)
- Alexandra Billings (VF : Emmanuèle Bondeville) : le juge Martha Wallace
- Morris Chestnut (VF : Namakan Koné) : Hakeem Rashad
- James Wolk (VF : Vincent Bonnasseau) : Jeff Clayton
- David Cross (VF : Yann Guillemot) : Pete « The Broker » Oakland (saison 2, invité saison 3)

Saison 3
- Dennis Quaid (VF : Bernard Lanneau) : Wade Blackwood
- Amy Brenneman (VF : Véronique Augereau) : Diana Blackwood
- Beau Bridges (VF : José Luccioni) : Roy Wheeler
- Graham Greene (VF : Achille Orsoni) : Littlecrow
- Griffin Dunne (VF : Gabriel Le Doze) : Gene Bennett
- Julia Jones (VF : Elsa Davoine) : Stephanie
- Shamier Anderson (VF : Yannick Blivet) : Dario
- David Sullivan (VF : Damien Ferrette) : Spencer Jackson
- Monica Potter (VF : Delphine Braillon) : Christina Lukin

Saison 4
- J. K. Simmons (VF : Jean Barney) : George Zax
- Haley Joel Osment (VF : Erwan Tostain) : Dylan Zax
- Bruce Dern (VF : Mathieu Rivolier) : Frank Zax
- Jena Malone (VF : Émilie Rault) : Samantha Margolis
- Brandon Scott (VF : Jean-Michel Vaubien) : Robert Bettencourt
- Clara Wong (VF : Sandra Valentin) : Kate Zax
- Geoffrey Arend (VF : Philippe Bozo) : Griffin Petock
- Lenora Crichlow (VF : Annie Milon) : Ava Wallace-Margolis
- Obba Babatundé (VF : Thierry Desroses) : Ivan Tillinger
- Elias Koteas (VF : Christian Gonon) : Tom True

- Version française
  - Société de doublage : Deluxe Media Paris[11]
  - Direction artistique : Ivana Coppola[11]

 Source et légende : version française (VF) sur RS Doublage et DSD

## Épisodes

### Première saison (2016-2017)
1. McBride contre Cooperman (Of Mice and Men)
2. Orgueil et Préjugés (Pride and Prejudice)
3. Faites vos jeux (Game On)
4. Le Choix de Donald (It's Donald)
5. Principe de précaution (Cover Your Ass)
6. À Vif (Line of Fire)
7. Stratégie (Beauty and the Beast)
8. Tous unis (Citizens United)

### Deuxième saison (2018)
Le 15 février 2017, la série est renouvelée pour une deuxième saison, diffusée à partir du 15 juin 2018.
1. La Mano (La Mano)
2. La Politique (Politics)
3. En quête de témoin (Fresh Flowers)
4. Alo (Alo)
5. Qui est Gabriel ? (Who's Gabriel)
6. Deux Cendrillons (Two Cinderellas)
7. Le Diable vert (Diablo Verde)
8. Muet (Tongue Tied)

### Troisième saison (2019)
Le 11 décembre 2018, la série a été renouvelée pour une troisième saison, distribuée depuis le 4 octobre 2019.
1. Une affaire d'affaissement (The Subsidence Adventure)
2. Le Bonheur, des racines aux fruits (Happiness From The Ground Up)
3. Good Morning, Central Valley (Good Morning, Central Valley)
4. Là où tout a commencé (Full Circle)
5. Dans l'arène (Argus 2: Battledome)
6. Fer-De-Lance (Fer-De-Lance)
7. Division consciente (Conscious Uncoupling)
8. Destins (Joy Division)

### Quatrième saison (2021)
La quatrième et dernière saison de la série est mise sur la plateforme Prime Video le 24 septembre 2021. L'intrigue se concentre sur un Billy McBride tombé en disgrâce en tant qu'avocat mais qui veut faire condamner de grands laboratoires pharmaceutiques, les accusant d'avoir faussé les résultats réels des effets secondaires des opiacés qu'ils produisent. Le thème de cette dernière saison rentre en résonance avec la crise actuelle des opiacés que traversent les États-Unis.
Le principal adversaire de Billy McBride dans cette saison est campé par J. K. Simmons, dirigeant de Zax Pharma, la principale firme incriminée dans la série. L'histoire de Zax Pharma, quant à elle, s'inspire fortement du lourd passif du laboratoire Purdue Pharma et de sa famille fondatrice, les Sackler.
1. Hadleyville (Hadleyville)
2. L'Antidouleur (The Pain Killer)
3. Signé, William Hamilton McBride (Signed, William Hamilton McBride)
4. Manu Militari (Forcibly Removed)
5. Un procès à tout prix (Spilt Milk)
6. Rundleworks (Rundleworks)
7. Supercherie de très haut niveau (Lawyer Trickery Bullshit)
8. Le temps est venu (It's time)

## Récompense
- Golden Globes 2017 : Meilleur acteur dans une série dramatique pour Billy Bob Thornton